# Kościół św. Jana Chrzciciela w Raciborzu
Kościół św. Jana Chrzciciela – neogotycki kościół parafialny parafii św. Jana Chrzciciela położony w Raciborzu–Ostrogu przy ulicy Morawskiej 1. Obecny budynek wzniesiony został w latach 1856–1866.

## Historia – stary kościół
Ciągle jeszcze trwają spory co do dokładnej daty powstania kościoła na Ostrogu. Jednak, jak podają teksty źródłowe, kościół ten został wzniesiony w XIII wieku. Funkcjonował, podobnie jak w Strzegomiu, Wleniu oraz Opolu jako kościół grodzki (poza obrębem fortyfikacji grodowych). Wezwanie św. Jana Chrzciciela na Śląsku było w owym czasie dość rzadkie. Za najbardziej prawdopodobną hipotezę przyjmuje się, iż Janowi Chrzcicielowi poświęcona była pierwotnie kaplica zamkowa, która to została „przeniesiona” poza tereny zamku i funkcjonowała jako odrębny kościół.
W 1307 r. kościół był drewniany i nie posiadał praw parafialnych. Brak murowań można wyjaśnić tym, że wówczas nie tolerowano w bezpośrednim sąsiedztwie zamku murowanych domów Bożych. Powodem tego była możliwość schronienia się w nich wdzierających się wrogów. Dalszy ciąg historii kościoła nie jest znany. Prawdopodobnie drewniany kościół pochłonął wielki pożar w 1574 r. Jednak źródła nie potwierdzają, która świątynia została wtedy zniszczona. Są natomiast dowody, iż kościół uległ pożarowi w 1637 r.
Kościół został odbudowany przez hrabiego Jerzego Oppersdorfa, właściciela raciborskich posiadłości zamkowych. W 1649 r. biskup dokonał konsekracji nowego kościoła oraz trzech ołtarzy. W miarę upływu lat i zmieniania się kapelanów rozbudowywano i wzbogacano wnętrze, teren wokół kościoła, powiększano okna, w 1730 wstawiono organy, rozbudowano wieżę. Kościół posiadał główny ołtarz, wystawiony ku czci Świętej Dziewicy i patrona. Znajdowały się tam także dwa mniejsze ołtarze – przy wejściu Imienia Jezusa i po lewej stronie ołtarza głównego. Na początku XIX wieku wspominany jest również ołtarz boczny św. Sebastiana.

## Historia – nowy kościół
W 1856 r. postanowiono wznieść nowy kościół. Ten, który już istniał, wymagał kapitalnego remontu, a stale rosła liczba wiernych. Postanowiono postawić nową budowlę obok istniejącego kościoła. Zdecydowano o wzniesieniu budowli w stylu neogotyckim. Uznanie zyskał projekt architekta Vincenza Statza z Kolonii, który wzorował się na XIII-wiecznej katedrze we Fryburgu Bryzgowijskim w Badenii-Wirtembergii. Prace budowlane prowadził mistrz murarski i kamieniarski Johannes Kirstein z Koźla. Budowę ukończono w roku 1866. Stary kościół, wybudowany w stylu barokowym przeniesiono do Zawady Książęcej i poświęcono 31 października 1869 roku. Tam stał do 1993 roku, kiedy to uległ spaleniu po uderzeniu pioruna.
Nowy kościół św. Jana miał być budowany w kształcie krzyża o długości 155 stóp, z nawą poprzeczną o wysokości 54 stóp, szerokości 24 stóp, z dwiema nawami bocznymi – każda wysoka na 24, a szeroka na 16 stóp. Wieża miała mieć wysokość 190 stóp. Zaplanowano, że nawa środkowa będzie spoczywać na dziesięciu filarach piaskowych.
Już jesienią można było odprawiać nabożeństwa, przy tymczasowo przeniesionym ołtarzu i ławkach. Sukcesywnie wzbogacano wnętrze kościoła. Autorem ołtarza głównego oraz trzech ołtarzy bocznych jest rzeźbiarz z Monachium Adalbert Sickinger. Ołtarz główny został udekorowany obrazem olejnym przedstawiającym chrzest Chrystusa w Jordanie. Ze starego kościoła przeniesiono XVI-wieczną kamienną kropielnicę. Filary ozdobiono figurami dwunastu apostołów. Powstało także ogrodzenie z czternastoma stacjami drogi krzyżowej oraz dwudziestoma siedmioma scenami z życia Jezusa i Matki Najświętszej.
W 1945 r. podczas II wojny światowej kościół został zbombardowany, jednak wiele elementów dawnego wystroju ocalało. Zachowane zostały witraże firmy Mayer z Monachium. Kościół odbudowano w 1950 roku. W 1997 r. w lipcu świątynia została zalana przez wielką powódź. Poziom wody we wnętrzu kościoła przekroczył metr. W wyniku nasiąknięcia zawalił się jeden z drewnianych ołtarzy. Po ustąpieniu wody przystąpiono do usuwania uszkodzeń, osuszania ścian oraz odrestaurowano ławki i dolne części ołtarzy.
W transepcie kościoła zwracają uwagę dwa witraże z około 1900 roku. Pierwszy autorstwa Otto Lazara z Raciborza. W 4 częściach przedstawione zostały postacie: św. Anny z dziewczęcą Maryją, św. Edwarda króla niosącego mężczyznę na plecach, św. Katarzynę z kołem oraz św. Stanisława biskupa z Piotrowinem. Poniżej postaci znajdują się (po kolei): tarcza z inskrypcją „Bogu na chwałę”, herb książąt von Ratibor, herb Raciborza i godło Polski. Drugi witraż zaś to „Sąd Ostateczny” autorstwa mistrza Franza Borgiasa Mayera (Franz Borgias Mayer, 1848–1926) z Monachium z około 1900 roku.

## Obraz cierpiącego Jezusa
Istotnym elementem kościoła jest obraz cierpiącego Chrystusa. Umieszczony jest w szczytowej części bocznego ołtarza Krzyża Świętego. Pochodzi z przełomu XVII i XVIII wieku. Został namalowany na desce przez nieznanego autora. Przedstawia oblicze umęczonego Chrystusa – cierniem ukoronowanego, ubiczowanego, z przebitym, krwawiącym prawym bokiem.
Według przekazów ustnych obraz ten jest zbyt przerażający dla wiernych, stąd też powstał pomysł namalowania łagodniejszego oblicza Chrystusa. Według tegoż przekazu jedna z bardziej znaczących osób z pobliskiego zamku ufundowała dla parafii kopię obrazu. Kopia ta, pochodząca z 1827 r. znajduje się dzisiaj w ołtarzu głównym nad obrazem Matki Boskiej, natomiast pod obrazem chrztu Pana Jezusa. Namalowana jest na płótnie. Z bliska widoczne są liczne zmarszczenia obrazu. W prawym, dolnym rogu widnieje łaciński napis:

VIENI DE VIENI O. PECATORE INGRATO DENTED AL MIO COSTATO. 1827

W tłumaczeniu brzmi to: Przyjdź, ach przyjdź, niewdzięczny grzeszniku, umocnij się przy moim boku. 1827. Obraz przedstawia również Chrystusa z okaleczonymi dłońmi, wskazującego na ranę swojego prawego boku, ale z jego twarzy emanuje spokój. Wokół głowy Zbawiciela rozchodzą się promienie. Na lewym ramieniu także widoczny jest szkarłatny płaszcz. Na skroniach i czole widnieją krople krwi. Jezus ma na głowie koronę cierniową, ale nie jest ona namalowana na obrazie. Wyraźnie widać, że korona została nałożona na obraz – nie wiadomo jednak, kto i kiedy tego dokonał.
Obraz niegdyś był przedmiotem kultu. Z dostępnych źródeł wiadomo, iż już w roku 1817 na Ostróg odbywały się pielgrzymki. Najliczniejsze odbywały się w odpust św. Jana Chrzciciela, lecz wierni mówili, że idą do Cudownego Pana Jezusa. Duża liczba wiernych już w 1827 r. skłoniła do sporządzenia kosztorysu budowy nowego murowanego kościoła, który jak wiemy, zaczęto wznosić w roku 1856. Do dziś w kościele w każdy piątek o godzinie 18.00 odprawiane jest nabożeństwo do Cudownego Pana Jezusa, podczas którego odmawiana jest koronka do Miłosierdzia Bożego, a także modlitwa o Boże Miłosierdzie i specjalna litania. Później następuje wystawienie Najświętszego Sakramentu oraz krótka adoracja, którą kończy błogosławieństwo sakramentalne. W trakcie nabożeństwa śpiewane są pieśni do Cudownego Pana Jezusa. Przed obrazem wystawiona jest księga, w której wierni wpisują prośby i podziękowania do Chrystusa Cierpiącego. Są one także odczytywane podczas nabożeństwa.

## Galeria

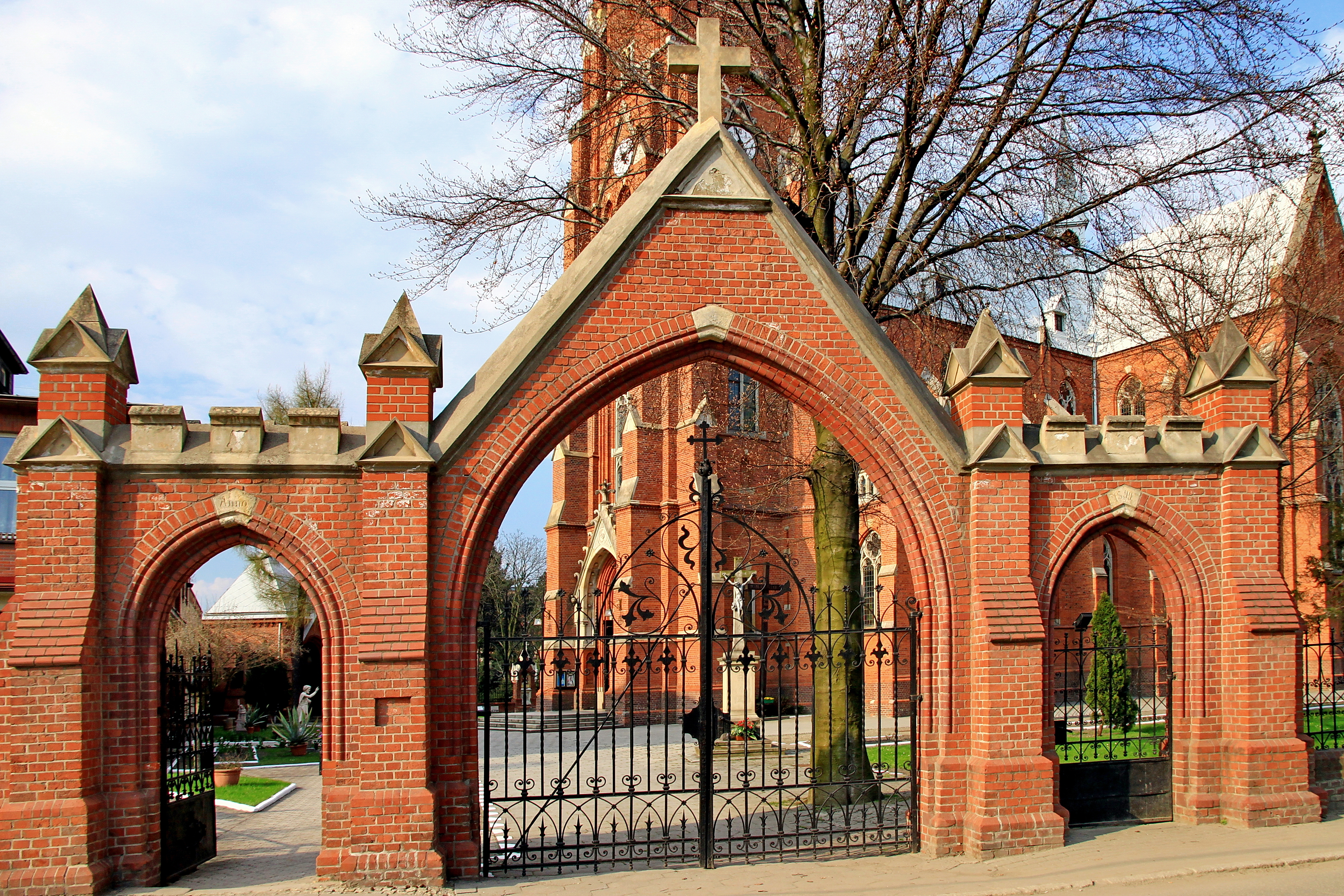
Brama ogrodzenia kościoła
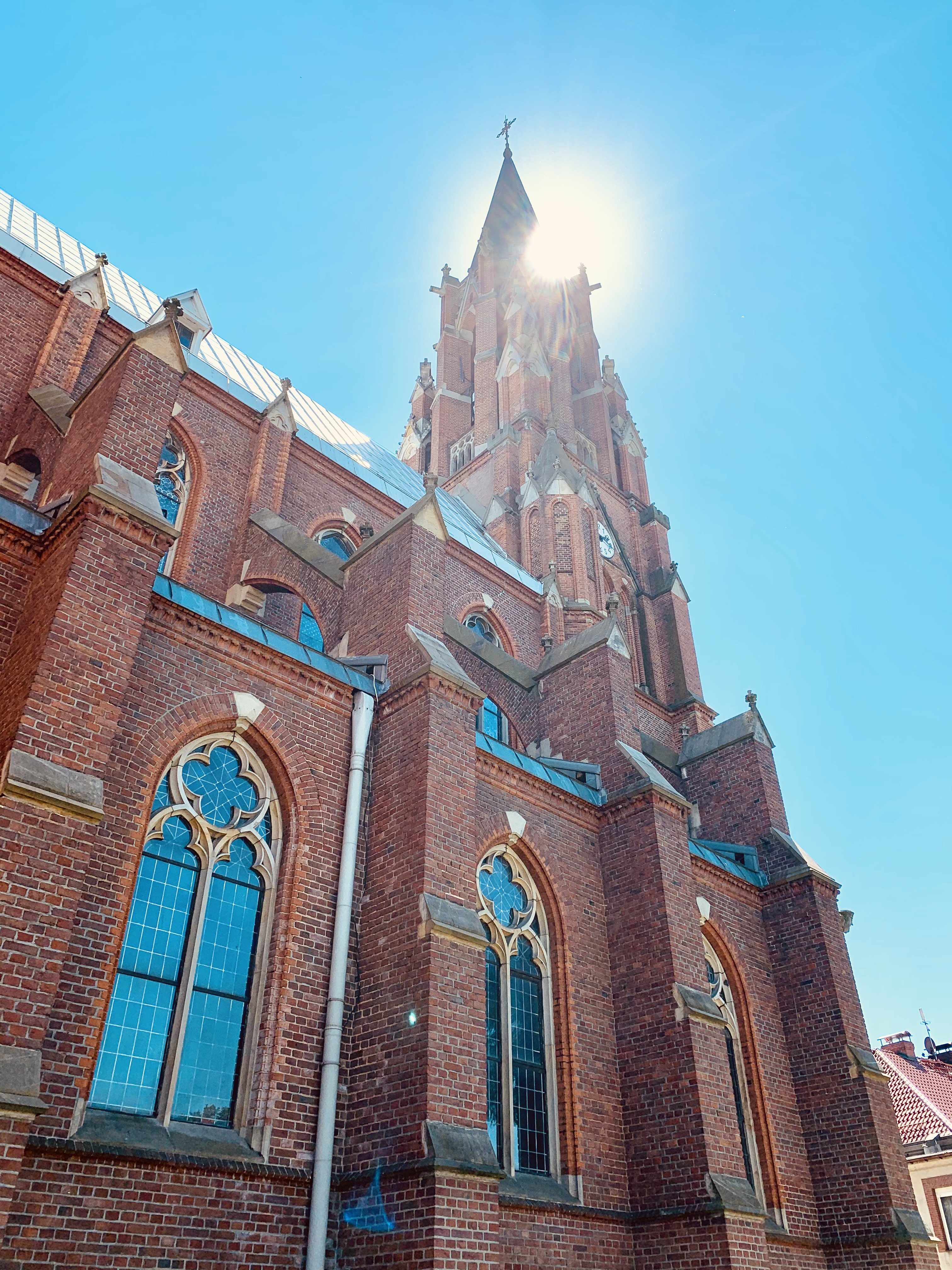
Wieża
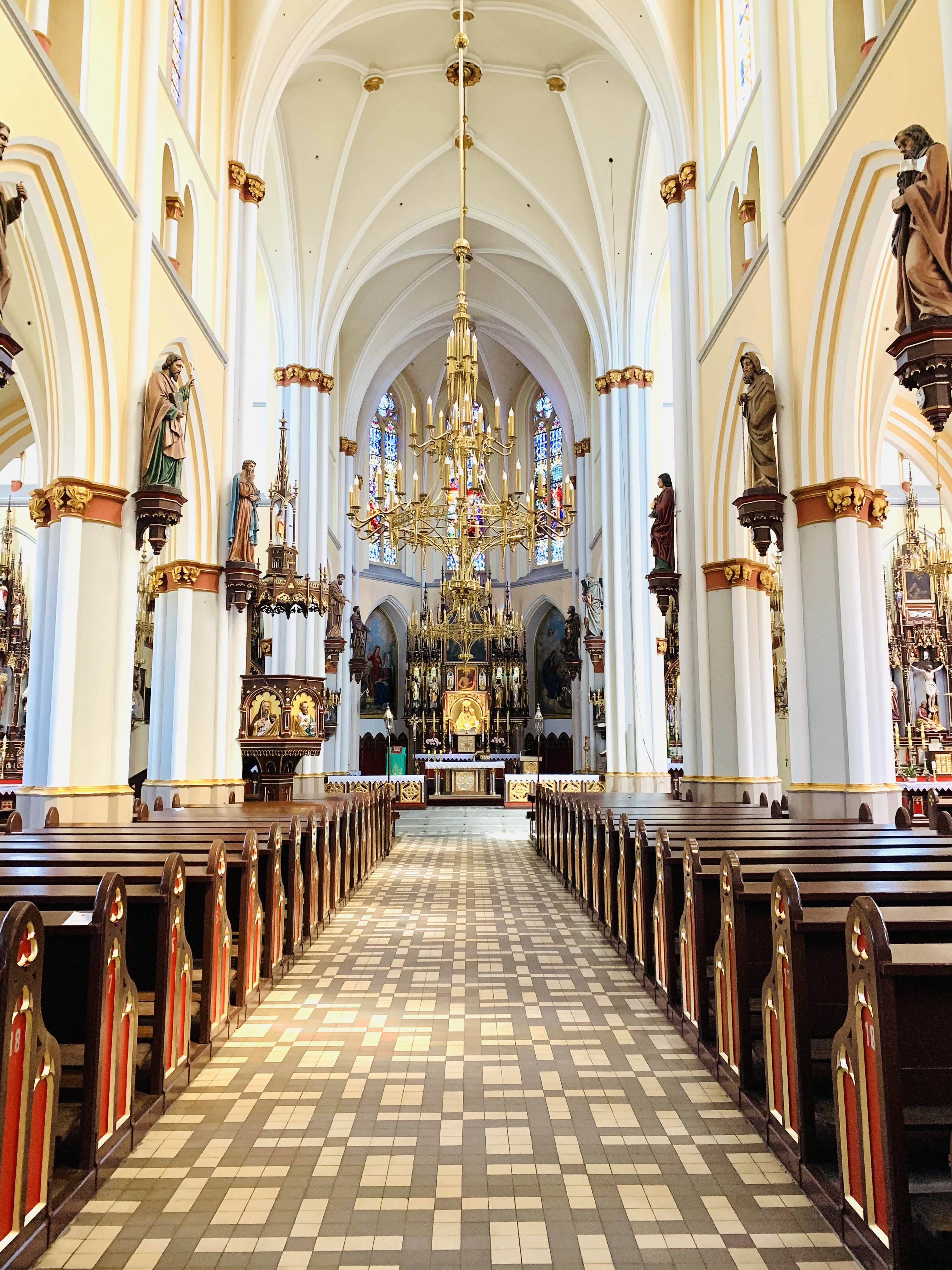
Nawa główna
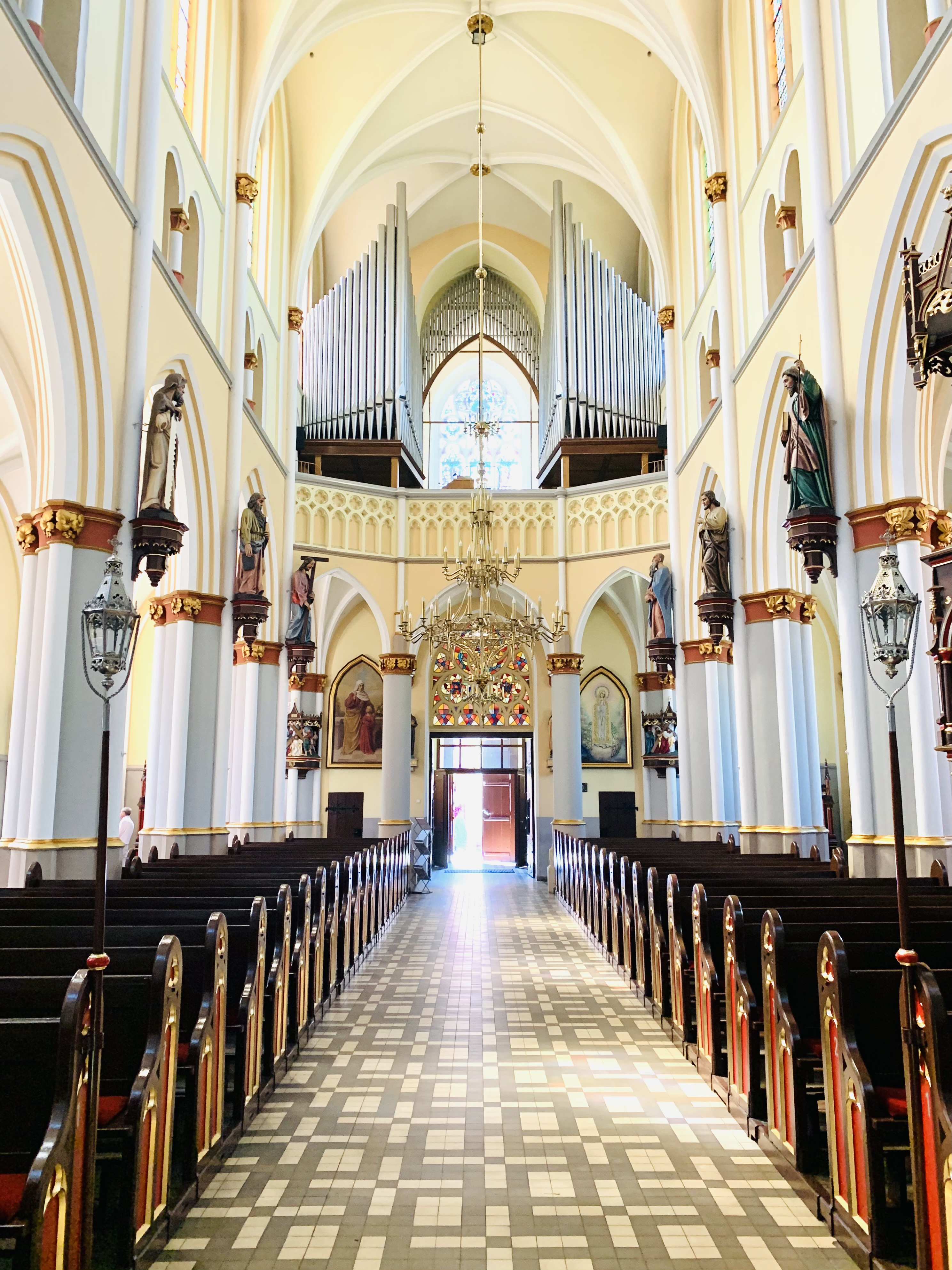
Chór
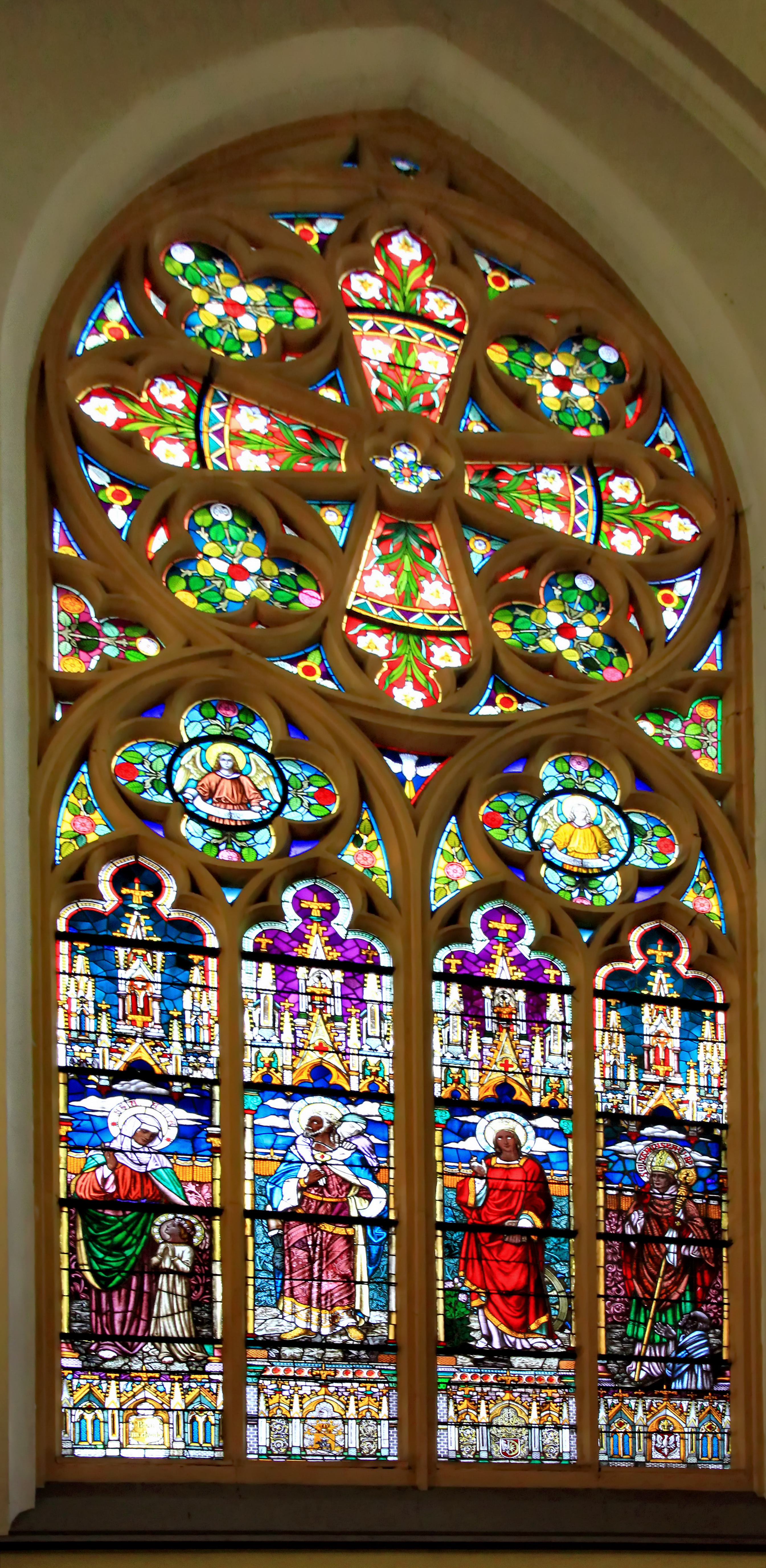
Witraż autorstwa mistrza Otto Lazara
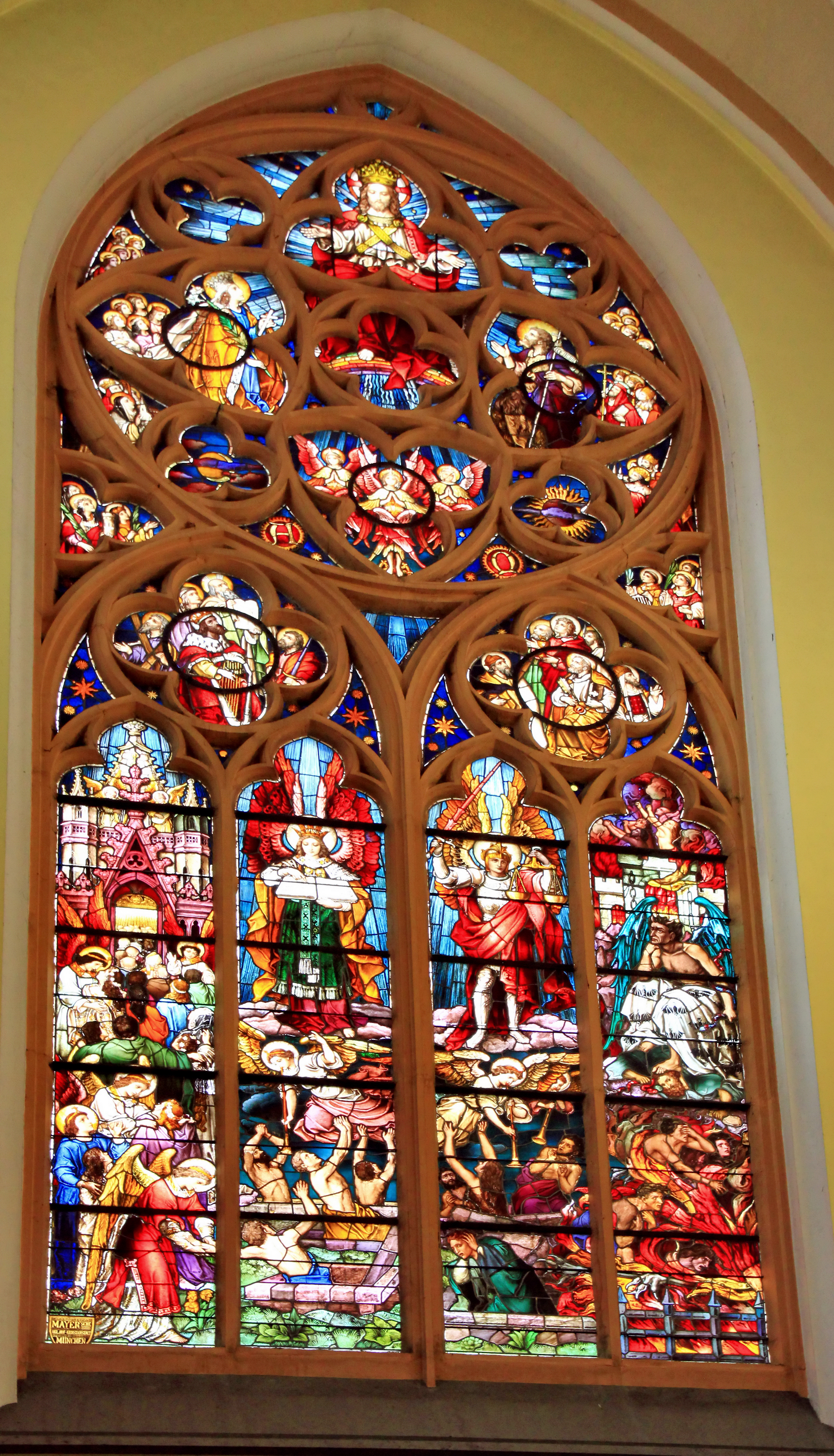
Witraż „Sąd Ostateczny” autorstwa mistrza Franza Borgiasa Mayera
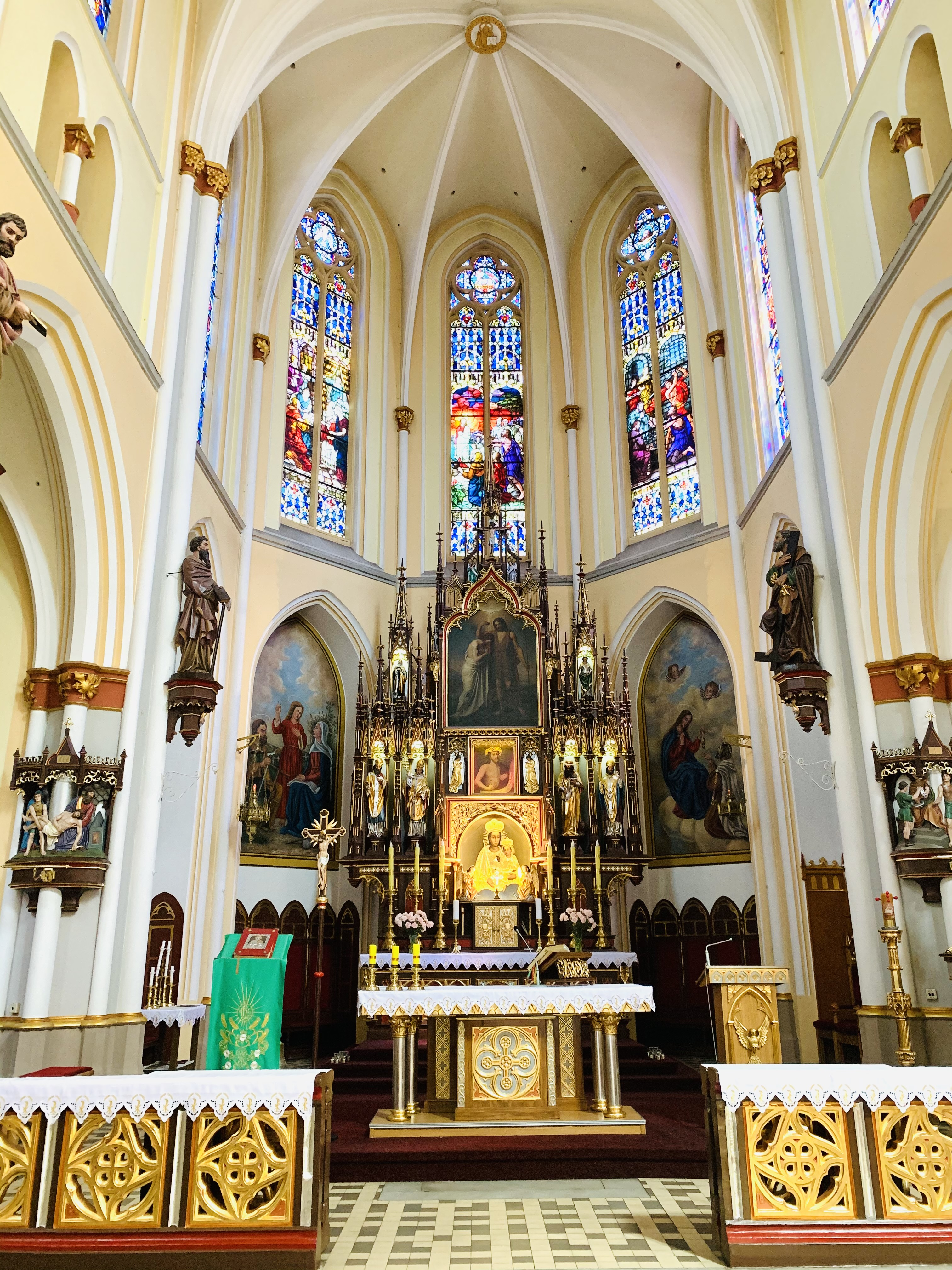
Prezbiterium
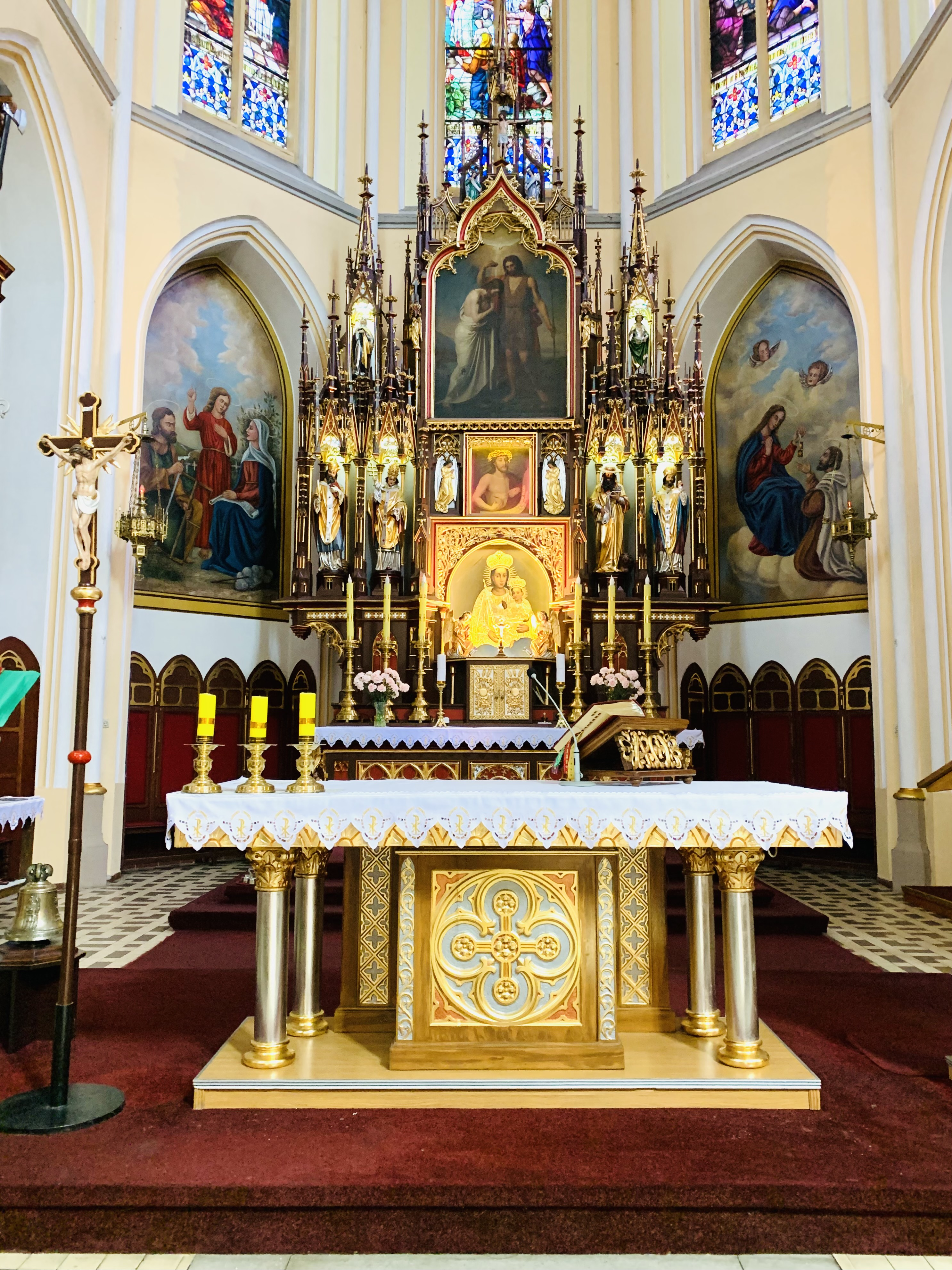
Ołtarz
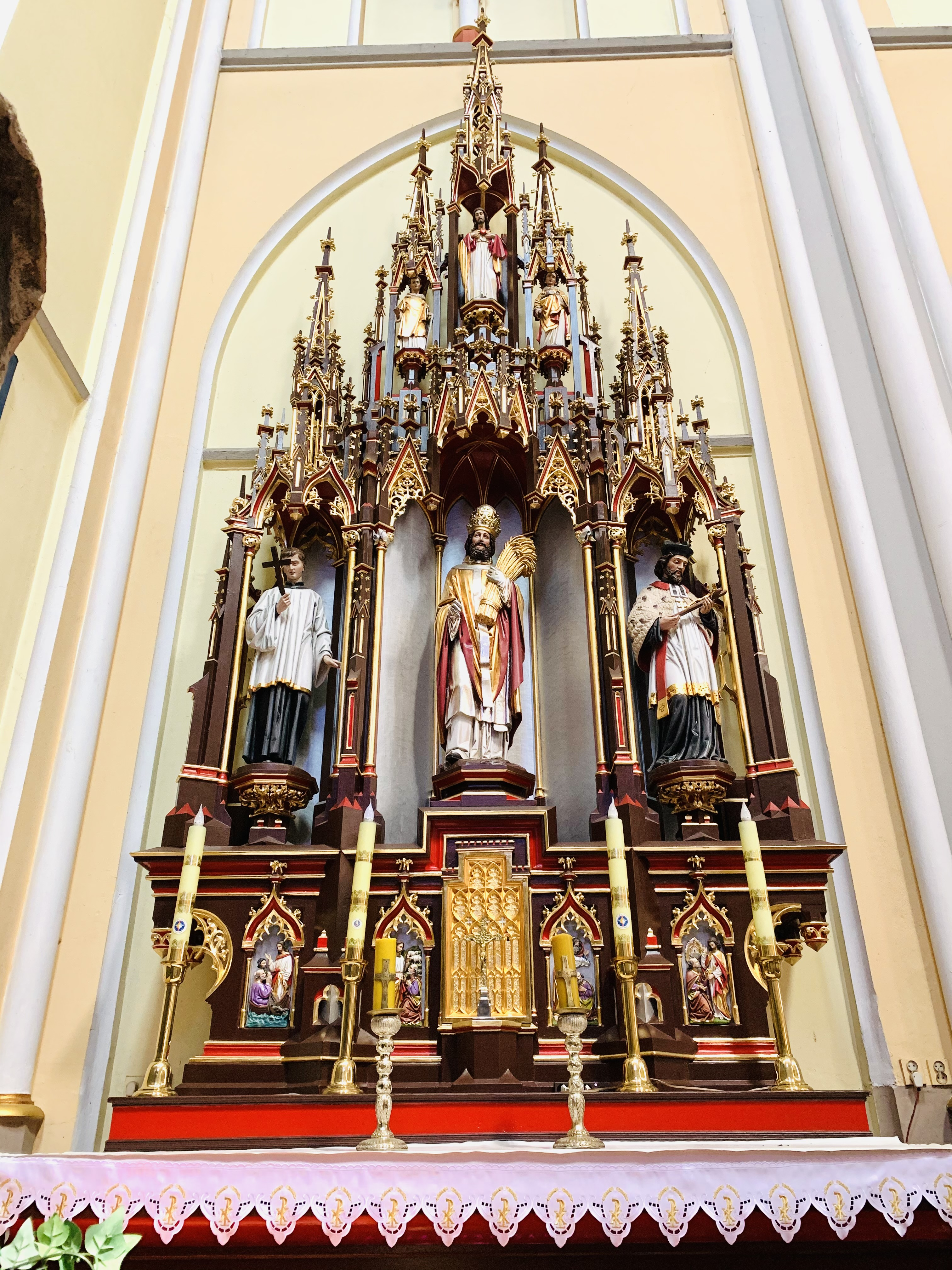
Ołtarz boczny poświęcony św. Urbanowi
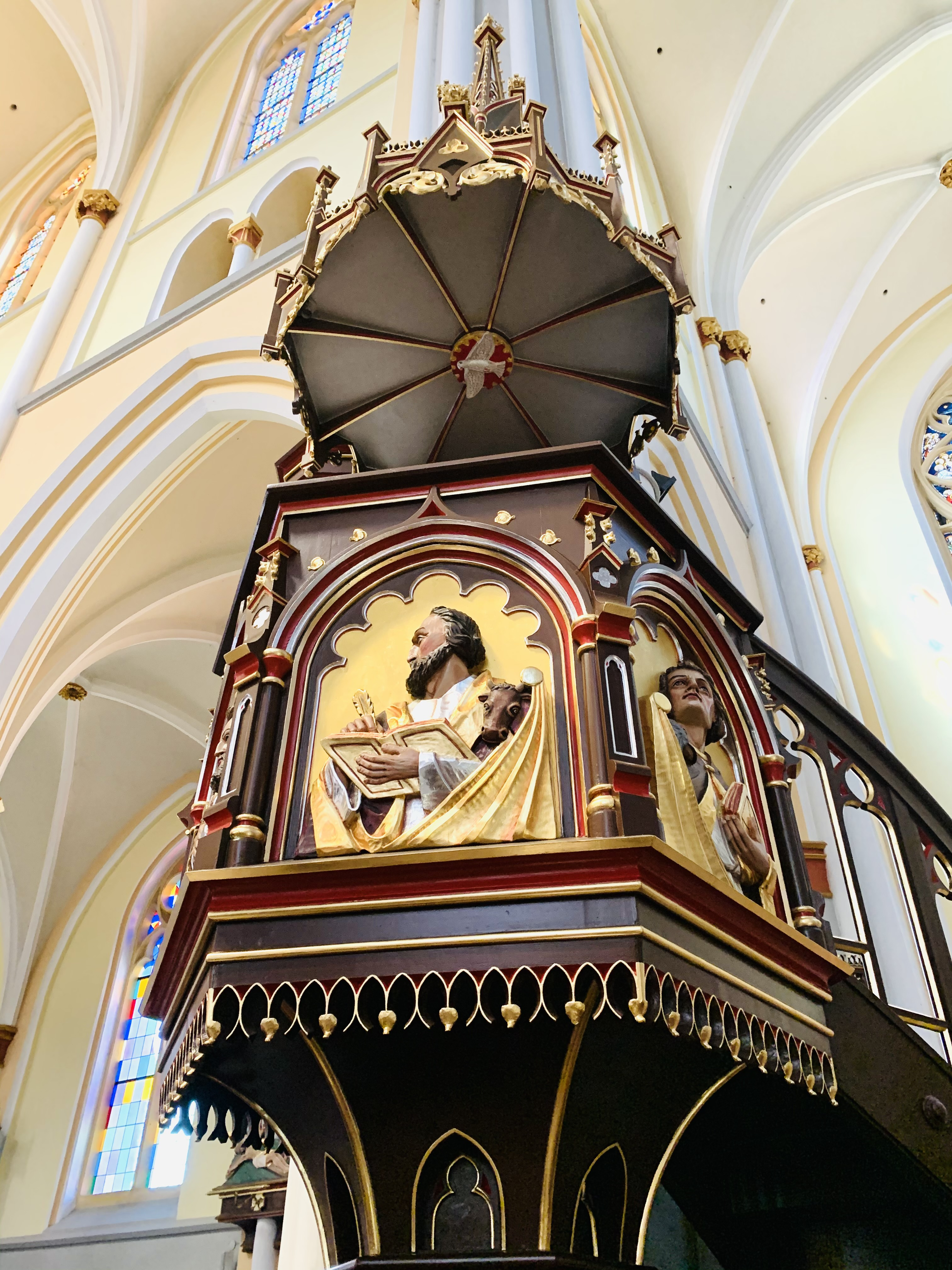
Ambona
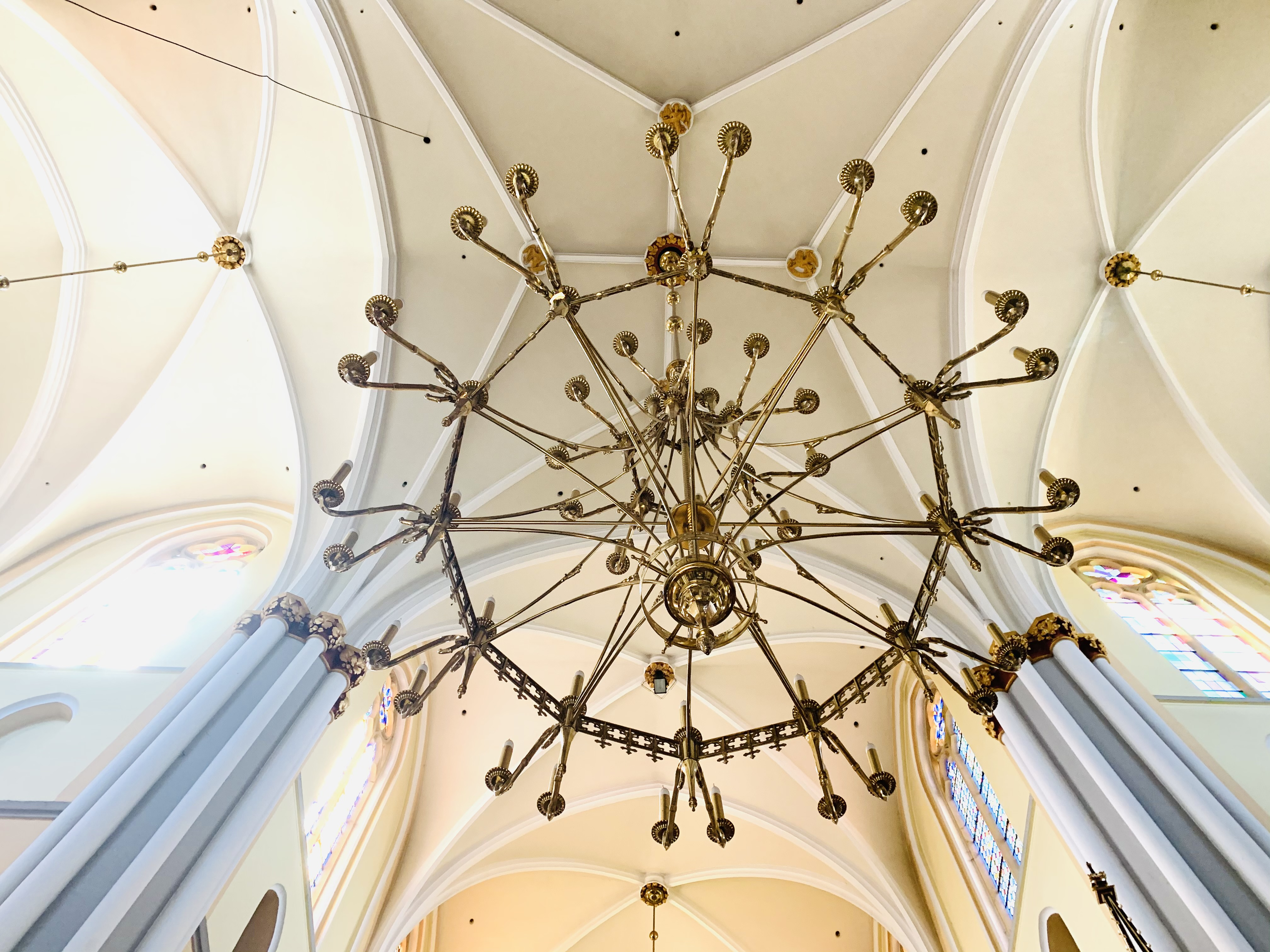
żyrandol
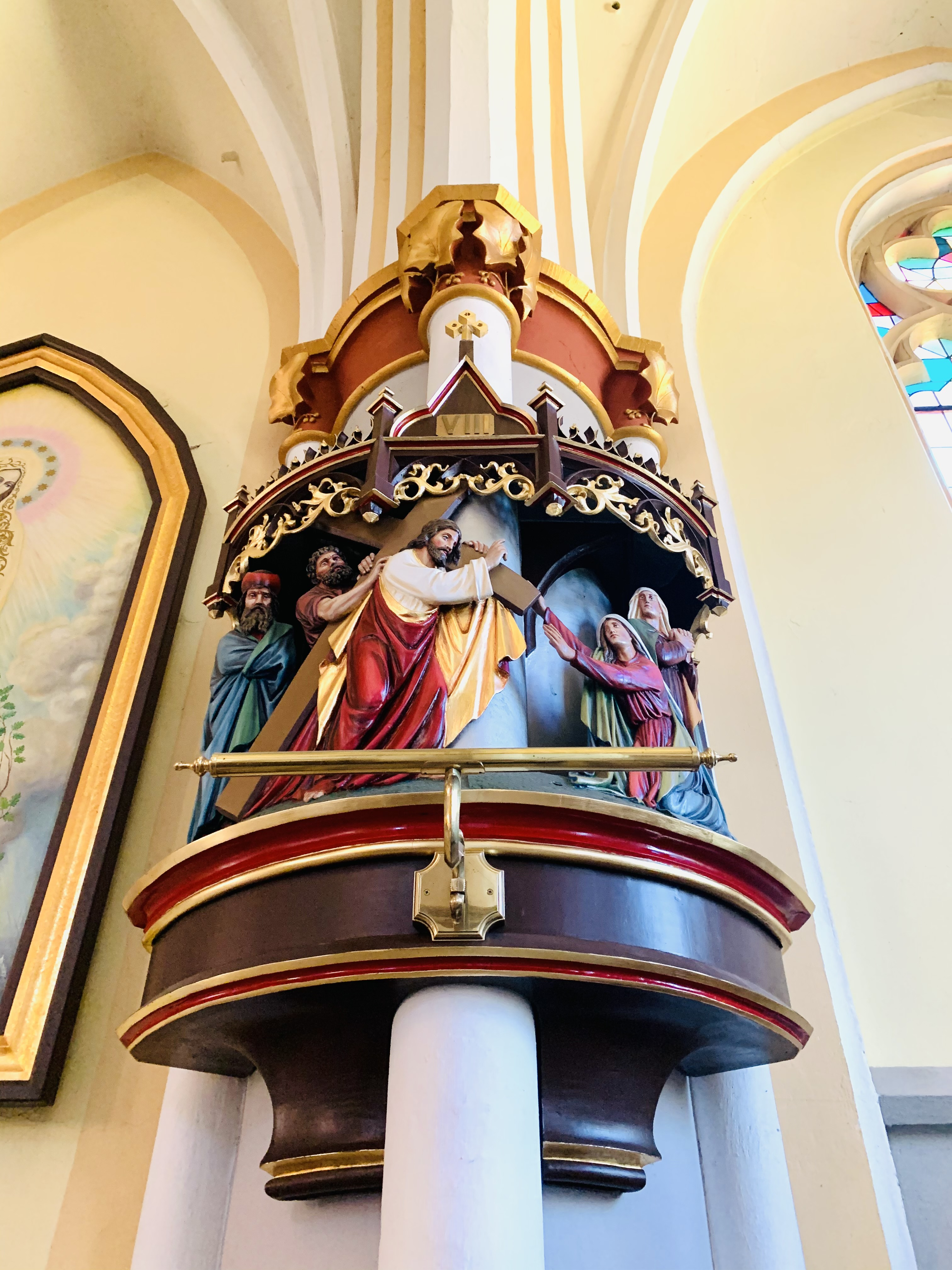
Jedna ze stacji drogi krzyżowej